# Glypta infrequens
Glypta infrequens là một loài tò vò trong họ Ichneumonidae.